# Modeste Boukadia
Modeste Boukadia (nascido em 15 de junho de 1954 em Brazzaville) é um político da República do Congo (Congo-Brazzaville), sendo candidato  presidencial e líder do autoproclamado "Estado do Congo do Sul". Conhecido por seu envolvimento ativo na política congolesa, Boukadia tem sido um defensor da reforma política e dos direitos humanos.
Em 1993, fundou o partido Cercle des démocrates et républicains du Congo (CDRC), marcando o início de sua carreira política. Boukadia disputou as eleições presidenciais congolesas em julho de 1997 e em julho de 2009, concorrendo como candidato do seu partido. Ao longo dos anos, se posicionou consistentemente como um oponente ao governo do presidente Denis Sassou Nguesso.

## Estado do Sul do Congo
Boukadia emergiu como uma figura central com a declaração do Estado do Congo do Sul em 14 de abril de 2014. A proclamação da independência do Estado do Congo do Sul as abordou injustiças percebidas e marcou um momento significativo na dinâmica política da região. Os signatários, liderados por Boukadia, acusaram o presidente Denis Sassou Nguesso e seu clã Mbochi de limpeza étnica e destruição planejada nas regiões do sul da República do Congo.

## Prisão e perseguição
Boukadia enfrentou desafios significativos devido ao seu ativismo político. Em 2014, após uma marcha de protesto, ele foi condenado (à revelia) a 30 anos de trabalho forçado. Essa prisão arbitrária levou à sua detenção por 575 dias na Prisão de Pointe-Noire Remand, onde supostamente sofreu tortura física, moral e psicológica, incluindo uma tentativa de assassinato.